# Opfer der Pflicht
Opfer der Pflicht (franz. Victimes du devoir) ist ein Einakter von Eugène Ionesco aus dem Jahr 1953, den der Autor selbst als „Pseudodrama“ bezeichnete und in dem er sich mit Existenzfragen beschäftigt: Fügt sich am Ende der Mensch der gesellschaftlichen Pflicht oder entkommt er ihr? Ist im Unterbewusstsein sein ganzes Handeln schon von Beginn an verankert?

## Inhalt
Eine Person namens Mallot wird von einem Polizisten gesucht, der sich in Ermangelung der Concièrge an das Ehepaar der Nachbarwohnung wendet. In dessen ruhiger Parterrewohnung beginnt die wie in einem Fiebertraum immer weiter sich drehende Suche nach dieser Person, während der der Ehemann, Choubert, Treppen hinabsteigt, Theater spielt, Berggipfel erklimmt und die Schallmauer durchbricht – alles imaginär. Zwischendurch wird Kaffee serviert. Zeit und Raum sind nicht fassbar. Am Ende wird der Polizist von Nikolaus Zwei erstochen; dieser führt dann die Rolle des Polizisten fort.

## Aufführungen
Die Premiere fand am 26. Februar 1953 im Théatre du Quartier Latin unter der Regie von Jacques Mauclair statt, der auch die Hauptrolle spielte. Die deutsche Erstaufführung war am 5. Mai 1957 am Staatstheater Darmstadt und endete in einem Theaterskandal. 1968 inszenierte Luc Bondy das Stück am Neumarkt Theater in Zürich mit Ionesco als Assistent.